# 星のカービィ2
『星のカービィ2』（ほしのカービィツー）は、1995年3月21日に日本の任天堂から発売されたゲームボーイ用横スクロールアクションゲーム。

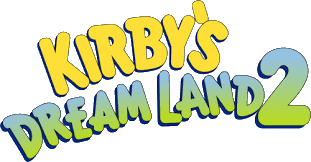
海外版のロゴ

ナンバリングはGBソフトとしてのカウントで「2」だが、同社による『星のカービィシリーズ』第3作目（海外版のナンバリングシリーズの英題は『Kirby's Dream Land』で『夢の泉の物語』の英題は『Kirby's Adventure』である）。ファミリーコンピュータ用ソフト『星のカービィ 夢の泉の物語』（1993年）の続編となっており、プププランドを舞台に主人公のカービィを操作してダークマターの野望を阻止する事を目的としている。
開発はハル研究所が行い、プロデューサーは前作に続き岩田聡および宮本茂、ディレクターは前作にてマップデザインを担当していた下村真一、音楽は前作を手掛けた安藤浩和およびSNES用ソフト『WARIO'S WOODS』（1994年）を手掛けた池上正が担当している。
また、カービィシリーズ生みの親である桜井政博が関わっていない最初の正規ナンバリングのカービィシリーズである。
2000年にニンテンドウパワーの書き換え用ソフトとして発売された。2012年にはニンテンドー3DSのバーチャルコンソール対応ソフトとして配信された他、Wii用ソフト『星のカービィ 20周年スペシャルコレクション』に収録された。2023年3月16日から『ゲームボーイ Nintendo Switch Online』収録ソフトの一つとして配信開始。

## ゲーム内容
前作と同様に、主人公のカービィが敵の能力をコピーする能力を使って攻略していくアクションゲームである。コピー能力は本作では7種類に減っているが、それぞれのコピー能力は3体の仲間と合体した状態では攻撃内容が変化するため、実質28種類となっている。また本作では水中でも全てのコピー能力を使用できるが、一部を除き性能や効果時間が低下する。なお前作で追加されたスライディングとダッシュのアクションは今作では出来ない。
今作では新たにリック、カイン、クーの3匹の仲間と合体して一緒に戦うシステムが追加された。合体する仲間によってカービィ単体時とは機動力に差異が生じたり、同じコピー能力でも攻撃の性能が変化するようになった。このシステムは続編にあたる『星のカービィ3』にも継承されている。
LEVEL1からLEVEL6のボスを倒したあとボスの扉に入ると星のかけらを集めるミニゲームとなり、内容は各LEVELごとに異なる。ミニゲームは結果に関わらず、一度やるとステージをクリアするかリセットするまで再挑戦できない（扉が閉まり入れない状態となる）。
本作ではボスの体力がある程度まで減ると、攻撃が激化するようになった。正確には『夢の泉』からこの仕様が導入されているが（ナイトメア球体形態の一斉発射攻撃、人型形態の回転体当たりがそれ）、スイートスタッフの連続ビーム攻撃のように、通常のボスキャラクターに対して明確な変化が付けられたのは、この作品が初めてとなる。ラストボス以外でLEVEL6のボス「クラッコ＆クラッコJr.」のように、前身を倒した直後に本身が出現する形もこの作品からである。また一定条件を満たさなければ真のラストボスを倒すことができず、真のエンディングを見られないというシリーズ初の隠しボス要素を盛り込んでいる。
クリア率100%になるとオプションを選択できるようになり、「サウンドテスト」、「連続ボスバトル」、「連続ミニゲーム」の3種類ができるようになる。クリア率100%にするには真のエンディングを見る以外にも各LEVELのミニゲームをパーフェクトクリア（星のかけらを全て集める）、チャオに触れる（仲間キャラクターが同じになった場合グーイの代わりに低確率で登場）という条件を満たす必要がある。サウンドテストは一部ゲーム中登場しない音楽が存在する。ボスバトルはクリアするとエンディングに移行するが、最後に出てくる一枚絵が通常と異なるものになる。
なおスーパーゲームボーイに対応しており、専用のカラーパターンとピクチャーフレームが用意されているほか、タイトル画面で拍手やレベル7エントランスでの雷鳴など、専用の効果音が入るようになる。また、他のカービィシリーズとは異なり、残り体力・コピー能力・仲間・獲得スコアなどの詳細が電源を切っても記憶される。カウンターストップ（999万9990点）に達すると、それ以降得点が加算されるアクションを取るたびに1UPするというボーナスが付く。

## 設定

### ストーリー
舞台はプププランド。この国にはいつも虹がかかっている「虹の島々」と呼ばれる7つの島があった。そしてこの7つの島には「虹のしずく」という宝物が眠っていると伝えられている。ところがある日、虹の島々にかかっていた虹が突然消えてしまう。ダークマターが虹のしずくを隠してしまったためである。プププランドを闇の世界に変えようとするダークマターの野望を阻止するため、カービィは旅立った。

## 登場キャラクター
詳細は星のカービィシリーズの登場キャラクター一覧参照。（）内はコピーできる能力。（-）となっているものは吸い込むことができない。また、この作品では他の作品に登場するキャラクターと容姿や名前、性質が似ているが、異なるキャラクターの扱いをされている者が多い。後のカービィシリーズに敵としてよく登場するダークマター族が初めて登場する。

### 仲間キャラクター
中ボスを倒すと、袋の中から出てくる。出てくるキャラクターが決まったものもあれば、不規則なものもある。敵キャラクター「プロペラー」に触れるか、ライフが無くなると仲間は消えてしまう。舞台は虹の島々である為、リック達はプププランド出身では無く、虹の島々に住んでいる。
リック (Rick)
オス。走るのが得意なハムスターのキャラクター。見た目から種類は、ゴールデンハムスターと思われる。カービィを背中に乗せて走る。氷の上でも滑らないのが特徴。飛行ができなくなるという欠点がある。
カイン (Kine)
オス。泳ぐのが得意なマンボウのキャラクター。口にカービィをくわえながら進む。水流に影響されることなく泳ぐことができ、水中でも敵をほおばることができる。地上でも動作は遅いものの問題なく移動できるが、リックと同じく飛行ができなくなる。魚だが、陸上で息ができ陸上生活も可能。
クー (Coo)
オス。飛ぶのが得意なフクロウのキャラクター。足でカービィをつかみながら進む。強風に影響されることなく飛ぶことができる。体色は紫色。
グーイ (Gooey)
男の子。見た目は紺色のスライムだが、ラストボス・ダークマターと同じ種族。しかし、悪意は持っていない。仲間キャラクターが重複した場合に登場し、触ると体力が1回復する。
チャオ / ちゃお (Chao)
人間の女の子。元は『ふぁみこんむかし話 遊遊記』に登場するキャラクター。
海外版では別のキャラクター（頭にリボンをつけたピンク色の球体）に差し替えられている。

### 今作で初登場した敵キャラクター
バウンシータイ（バウンシー）（スカ）
頭にリボンと二本の付け毛をつけていて、下半身がバネ状になっている。常にカービィを狙って三段に分けて跳んでいたり、後ろから猛スピードで追いかけてくるものなどがいる。以降の作品とは唯一異色の動きをしていたり、前述する容姿の面やこの作品のみバウンシータイという名前な為、3以降の彼女とは違うキャラクターという扱いをされることがある（ただし公式絵は以降の彼女に近い姿）。ただし攻略本等ではバウンシー表記である。
クラックツイート（スカ）
正確には『カービィのピンボール』が初登場だが本編に出るのはこの作品が初めて。最初は卵だが吸い込んだり攻撃したりすると本体（ヒヨコ）が出てくる。卵状態のときは左右に、ヒヨコになると少し飛ぶが、いずれも動きは鈍い。
イライール（スカ）
特定の土管に住むウナギのようなキャラクター。基本的にはカービィが近づくと土管から顔出すだけだが、体当たりを仕掛けてくるものもいる。
サースリッピー（スカ）
性質は『星のカービィ 夢の泉の物語』に登場するスリッピーと全く同じである。あちらがカエルなのに対し、こちらはオタマジャクシである。
ティンセル（スカ）
3面のボス、スイートスタッフが召喚する以外には登場しない。水鉄砲で攻撃すると手裏剣のごとく流れてゆく。カインが仲間にいる場合のみ吸い込める。
スパイキー（ニードル）
ハリネズミのようなキャラクター。近づくと針を立てて身を守る。
ドリフター（パラソル）
一つ目の傘のオバケ。ワドルディについていることもある。他作品のパラソル（敵）と異なり、単体でもそこそこのスピードで左右に移動している。
マスターペンギー（アイス）
見た目が少々違うだけで『星のカービィ 夢の泉の物語』に登場するペンギーと全く同じである。
ロードキブル（カッター）
見た目が少々違うだけで『星のカービィ』などに登場するサーキブルと全く同じである。
プロペラー（スカ）
カービィだけでいると何もしてこないが、仲間と合体している場合は険しい表情になって追いかけてくる。この状態で接触すると、一撃で合体が解除されてしまう（この状態で合体を解除し、カービィだけになって接触するとミスになる）。また、アイス系統以外の能力に対しては高い防御力を持つ。
ブレイド（-）
持っている剣で攻撃する。吸い込むことができないため空気砲かコピーで倒す必要がある。
マッシャー（-）
持っている鉄球で攻撃する。吸い込むことができないため空気砲かコピーで倒す必要がある。
バッツ（-）
持っている斧で攻撃する。吸い込むことができないため空気砲かコピーで倒す必要がある。

### 前作に登場したキャラクター
『星のカービィ』、『星のカービィ 夢の泉の物語』に登場したキャラクター。特記しない限り他作品との違いはない。
ワドルディ
今作では背を向けると後ろから高速で追いかけてくるものがいる。振り向くとその場を足踏みする。
ブロントバート
高速で飛び、すぐに画面外へ出てしまう。
ポピーブロスJr.
りんごに乗っている。コピー能力で攻撃すると下のりんごが消え、吸い込むと上の本体が消える。マキシムトマトに乗っているものもいる。
キャピィ
追いかけてくるタイプやカービィを無視して移動しているタイプがある。帽子をかぶっているものは吸い込むと本体を現す。
ブルームハッター
常に箒で掃除をしている。カービィを気にせず移動しつづける。
スクイッシー
イカのような姿だが、スミを吐いたりはしないのでそれほど強くはない。
ブリッパー
同じ場所をうろうろしていて、カービィを見つけると追いかけてくる。水中ではすばやいが地上にいる場合はバタバタしていてあまり動かない。
カブー
ずっと回っているものがあるが、カービィが来ると消え、再び現れると高速で飛んできて爆発する。
マンビーズ
吸い込むことができないので、空気砲かコピー能力で倒す必要がある。
スカーフィ
吸い込むと高速で追いかけてきて数秒で爆発する。今作ではアイス以外のどんな方法で倒しても爆発する。爆発に巻き込まれるとダメージを受ける。
グランク
上方向に弾を発射する。
ゴルドー
ウニのようにトゲを生やした姿をしている、いわゆるお邪魔キャラ。同じ所をうろうろしている。常時無敵状態で倒すことはできないが、ブロックにまとわりついている場合、そのブロックを破壊すれば画面から消える。
シャッツォ
無敵の砲台。カービィを狙って撃ってくるタイプと同じ方向に連射しているタイプがある。どちらも倒せないがブロックに乗っている場合、そのブロックを破壊すれば画面から消える。
フレイマー（バーニング）
カービィが近くにくると炎をまとって突進してくる。壁やブロックに沿って移動している。夢の泉の登場したものとはデザインが若干異なる。
スパーキー（スパーク）
はねて移動し、数秒ごとに電気攻撃をする。
ロッキー（ストーン）
低速で少し移動すると大きな音を立てて振動を起こす。画面外から高速で落ちてくるものもある。マスターペンギー、ロードキブルなどがビジュアル変更に伴いキャラクターも別になったのに対し、このロッキーはそのままである。

## ボス

### 中ボス
イフリーティ（バーニング）
炎を思わせる体系だが体色は真っ黒で、足のみオレンジ色で目は黄色い。空中にジャンプした後ゆっくり降下し、炎をまとい突進してくる。
マスターグリーン（スパーク）
クラゲのような敵。電撃攻撃をする。星型弾で攻撃するときと電撃ビーム攻撃（こちらは吸い込めない）してくるときはモーションがとても似ている。名前にグリーンとあるが体色は黄色い。
ワイユー（カッター）
忍者のような敵。手裏剣カッターを投げてきたり、火遁の術や分身の術を使用する。
Mr.フロスティ（アイス）
突進攻撃や、氷の塊をカービィめがけて投げて攻撃をしてくる。レベル7に登場するもののみ冷気を吐きながら突進してくる。
キャプテンステッチ（ニードル）
ゴルドーを巨大化したような外見の敵。トゲを飛ばしてきたり突進してきたりする。基本は無敵で、突進後のトゲが無くなっている状態にのみダメージを与えることができる。一応、トゲを発射した後も無防備になるが、この場合は新たなトゲの復活が早いので攻撃の隙があまり無い。
ブロッキー（ストーン）
ロッキーを大きくしたような敵だが、表情が異なる。鈍足に見えるが、意外にも足は速いので突進攻撃に注意。空中にジャンプした後に押しつぶし攻撃をする。
ジャンパーシュート（パラソル）
唐傘お化けのような敵。履いている下駄を飛ばして攻撃をした後、体を高速回転させながらカービィに迫る。地ならしでカービィを威嚇する。

### 大ボス
ウィスピーウッズ
これまでのシリーズにも登場するリンゴの木のボス。今回はマスクと眼鏡を掛けた出で立ちで登場。通常は根っこを突き出す、リンゴを落とすなどで攻撃してくるが、ある程度ダメージを与えると顔が現われ、空気弾による攻撃を仕掛けてくる。ウィスピーウッズの中では珍しく、触れるとダメージを受ける。この作品に限らず、大抵のボスは体力が減ると攻撃が激しくなるといった変化が起きる。
ヌラフ&ネリー
ヌラフはイノシシのボス、ネリーはその子分（取扱説明書では「ヌラフとネリーの親子」と表記されており、子供の可能性もある）として登場する。3列に並んだ横の足場を行ったり来たりしながら爆弾投げといった攻撃を仕掛けてくる。ネリーは雑魚キャラクターであって、ヌラフを倒すとクリア。ネリーとヌラフが一緒に出てくるときや、ネリーだけで出てくるときもある。ヌラフはいきなり方向転換したり、ジャンプしたりする。
スイートスタッフ
巨大なチョウチンアンコウ。頭の先についた提灯からブーメラン型ビームを放ったり、突進して攻撃してくる。時々、スクイッシーやティンセルなどのザコ敵を呼び寄せる。体力が減るとビーム攻撃が激化し避けにくくなる。コピー能力もカインも持たない場合はティンセルを水鉄砲で飛ばしてダメージを与えることになる。
アイスドラゴン
その名の通り氷の竜（ただし頭身はカービィの2倍程度と大きくデフォルメされている）。見た目は鈍重そうではあるが短い尻尾を高速で動かして空中を移動したり、地上での移動速度も遅いわけではない。アイスブレスという名の冷凍光線や、ツララを落とすほか、氷の柱を尻尾で地面に沿って発射して攻撃する。体力が減るとアイスブレスによる間合いの詰めが早くなり、氷の柱を2連続で発射するようになる。ダメージを与えると涙目になる。
Mr.シャイン&Mr.ブライト
『夢の泉』から引き続き登場した月と太陽。攻撃パターンは夢の泉の時と同じだが、新たにシャインとブライトによる連携攻撃が加わった。この攻撃はブライトが画面中央に移動し、シャインが作った影以外の場所にブライトが放射状に光を放つ、という日食攻撃である。この時、影以外の所にいるとダメージを受ける。
クラッコJr.&クラッコ
目玉のついた雲のボス。前半戦（クラッコJr.）は、雲の中に潜み、ビーム攻撃などを仕掛ける。たまに出現しては一定時間空中を不規則な動きで飛んだ後に周囲の玉をカービィめがけて一斉発射したり、あるいは4方向に放つといった攻撃を仕掛けてくる。いずれも発射後に爆発する。クラッコJr.を倒した直後、転がりながらクラッコへと変身して、後半戦に突入する。後半戦（クラッコ）は雲を纏い雷や雷ビームといった強力な攻撃で攻めてくるようになる。クラッコJr.、クラッコいずれも時々コクラッコを放出する。稀に2対放出するが、内の一体は放出後爆発する。
デデデ大王
表向きのラストボス。ハンマーや吸い込みで攻撃してくるが、ある程度ダメージを与えると激怒し始め攻撃が激化する。これは他のボスと違って一定時間で元に戻る（ただし一回でも攻撃をぶつけると再び激怒状態になる）。
なお、これまでのボスと異なり、部屋に入るには狭い空間を通過する必要があるので、仲間は連れて行けず、カービィ単体で勝負することとなる。
ダークマター&リアルダークマター
真のラストボス。7つの虹のしずくを集めた状態でデデデ大王を倒すとそのまま戦いに移行する。
最初に戦うことになるダークマターは剣士のような姿をしており、ビームや暗黒の球、突進で攻撃してくる。ダークマターを倒してもまだ戦いは終わらず、そのままリアルダークマター戦に突入する。今度は背中の花弁状の物体を飛ばしたり、ビーム、突進といった多彩な攻撃を仕掛けてくるようになる。
なお、リアルダークマターのみ、行動が他のボスとは違い完全なパターンとなっている（カービィとの位置関係によっては攻撃を繰り出す位置が多少異なる）。また、リアルダークマター戦では『夢の泉』および『夢の泉DX』のナイトメアーズパワーオーブ戦と同様に制限時間が設定されており、リアルダークマターの出現と同時に高度が下がり始め、最下部へ到達した瞬間から全画面攻撃を受け続けるため、やがて強制的にミスとなってしまう。

## 移植版
| No. | タイトル                                  | 発売日                                   | 対応機種        | 開発元     | 発売元 | メディア                                      | 型式                         | 備考 | 出典                    |
| --- | ----------------------------------------- | ---------------------------------------- | --------------- | ---------- | ------ | --------------------------------------------- | ---------------------------- | ---- | ----------------------- |
| 1   | 星のカービィ2                             | 2000年3月1日                             | ゲームボーイ    | ハル研究所 | 任天堂 | フラッシュロムカセット （ニンテンドウパワー） | -                            |      |                         |
| 2   | 星のカービィ2                             | 2012年2月15日 2012年5月17日 2013年8月1日 | ニンテンドー3DS | ハル研究所 | 任天堂 | ダウンロード （バーチャルコンソール）         | -                            |      | [ 3 ]                   |
| 3   | 星のカービィ 20周年スペシャルコレクション | 2012年7月19日 2012年9月16日              | Wii             | ハル研究所 | 任天堂 | Wii専用12cm光ディスク                         | RVL-S72J-JPN RVL-S72E-USA-B0 |      | [ 4 ] [ 5 ]             |
| 4   | ゲームボーイ Nintendo Switch Online       | 2023年3月16日                            | Nintendo Switch | 任天堂     | 任天堂 | ダウンロード                                  | -                            |      | [ 6 ] [ 7 ] [ 8 ] [ 9 ] |

## スタッフ
- エグゼクティブ・プロデューサー：山内溥
- プロデューサー：岩田聡、宮本茂
- プロジェクト・マネージャー、E.S.デザイナー：角田敦
- ディレクター：下村真一
- プログラマー：鈴木義樹、鄭志明、山根雅司
- C.G.デザイナー：橋口茂、三浦和弥、大久保良子
- 音楽：安藤浩和、池上正
- マップ・デザイナー：下村真一、田辺賢輔、藤井英樹
- ツール・プログラマー：乙黒誠二、高橋芳美
- スペシャル・サンクス：石田聡、帯金千恵子

## 評価
ゲーム誌『ファミコン通信』の「クロスレビュー」では8・7・7・7の合計29点（満40点）、『ファミリーコンピュータMagazine』の読者投票による「ゲーム通信簿」での評価は以下の通り、22.5点（満30点）となっている。
| 項目 | キャラクタ | 音楽 | お買得度 | 操作性 | 熱中度 | オリジナリティ | 総合 |
| 得点 | 4.2        | 3.6  | 3.6      | 3.8    | 3.7    | 3.7            | 22.5 |